# 狩獵波爾卡
《狩獵波爾卡》（德語：Auf der Jagd），op. 373，是一首由小约翰·施特劳斯創作的波爾卡。樂曲的旋律源於小约翰·施特劳斯的輕歌劇《卡里歐斯特羅在維也納》（德語：Cagliostro in Wien）樂曲在1875年秋首演。